# Compton (Berkshire)
Compton é uma vila na paróquia civil de mesmo nome, no condado de Berkshire na Inglaterra, localizada às marges do rio Pang. A população no censo de 2001 é de 1,407 habitantes.